# Peristedion riversandersoni
Peristedion riversandersoni és una espècie de peix pertanyent a la família dels peristèdids.

## Hàbitat
És un peix marí i batidemersal que viu entre 260 i 732 m de fondària.

## Distribució geogràfica
Es troba a Sri Lanka i el Pacífic occidental central.

## Observacions
És inofensiu per als humans.